# Mycobacterium kansasii
Mycobactérium kansasii (лат.) — вид медленно растущих микобактерий.
Впервые информация об этой группе бактерий была опубликована в 1953 году американскими учёными Buhler и Pollak в Американском журнале клинической патологии (они называли эти бактерии yellow bacilli — «жёлтыми бациллами»).
Входит в группу близкородственных видов NTBC (англ. Non Mycobacterium tuberculosis complex), способных вызывать микобактериозы. Проявляется чаще всего поражением дыхательной системы человека с вовлечением верхних долей и деструкцией легочной ткани. В 1980-е годы заболевания лёгких, вызванные данным видом микобактерий, были наиболее частыми среди НТМБ-инфекции в США. В настоящее время число заболеваний, вызванным этим возбудителем, значительно уменьшилось. Большинство штаммов чувствительны к рифампицину, однако могут проявлять устойчивость к изониазиду, этамбутолу, стрептомицину.
Согласно таблице Davidson’а роль Mycobacterium kansasii в заболеваемости микобактериозом человека оценивается в 6 баллов по 10-балльной шкале.